# Adam-Nicolas Gascon
Adam-Nicolas Gascon (* 14. März 1623 in Lüttich; begraben 10. Juli 1668 ebenda) war ein Komponist und Chorregent im Hochstift Lüttich.
Archiveinträge bestätigen, dass Gascon von 1644 bis September 1658 Chorregent (Maître de chant) an der Liebfrauenbasilika, damals noch Stiftskirche in Maastricht, war. Von 1659 bis 1668 war er Kapellmeister an der Stiftskirche Saint-Paul in Lüttich, heute Kathedrale Saint-Paul. Lediglich eines seiner Werke, eine Sonate für vier Stimmen und B.c., hat die Zeit überdauert. Dieses Werk ist neben den Kompositionen von Lambert Pietkin oder Carl Rosier ein frühes Beispiel einer Sonate im italienischen Stil im Hochstift Lüttich. In der Sonate nutzte Gascon einen Dialog aus Synkopen-Motiven und Echo-Effekten, die sich in schnellen und langsamen Satzteilen abwechseln. Das Manuskript der Sonate befindet sich in der Bibliothek des Lütticher Konservatoriums.